# Sture Ring
Sture Lennart Ring, född 1 januari 1933 Sundsvalls församling i Västernorrlands län, är en svensk typograf, författare och tidigare fackföreningsman. 
Ring var företrädare för typografernas klubb på  Dagens Nyheter och ordförande för Grafiska fackföreningen i Stockholm. Han var under 1960 och 70-talet den ende facklige ledare av betydelse som var associerad med Kommunistiska Förbundet Marxist-Leninisterna (KFML), som han gick med i 1967, då det bildades. 1973 bytte partiet namn till Sveriges kommunistiska parti (SKP). Partiet var en antirevisionistisk (prokinesisk och antisovjetisk) utbrytning ur Vänsterpartiet kommunisterna (nuvarande Vänsterpartiet), i vilket Sture Ring hade startat sitt politiska arbete. Han lämnade partiet i mars 1977 och kritiserade då öppet att partiet lämnat ”enad vänster”-linjen och fick stöd från en del medlemmar. Partiledningen svarade med att gå ut med en lojalitetsförklaring som alla medlemmar förutsattes skriva under:
”Jag fördömer Sture Rings splittringsförsök av SKP eftersom SKP är det kommunistiska partiet. Jag kommer att försvara enheten, bekämpa fraktionsverksamhet och följa partibesluten.”
Många medlemmar, omkring 15 procent, vägrade skriva under och blev uteslutna, bland andra Bo Gustafsson, Sköld Peter Matthis och Gunnar Bylin. 
Sture Ring har han även gett ut ett flertal böcker, bland annat Manasses dansskola, Greven gav oss lov... och Till Alice I skuggan av Råsunda, alla på Carlsson Bokförlag. Han var också skribent på vänstertidningen Flamman. 
Han är sedan 1986 omgift med Lena Ring (född 1942).